# 黄飛鴻
黄 飛鴻（こう ひこう　繁体字: 黃飛鴻; 簡体字: 黄飞鸿; 拼音: Huáng Fēihóng　; ウェード式: Huang Fei-hung, Wong Fei-hung; 粤拼: Wòhng Fèihùhng）は、清末民初の武術家、医師。元の名は黄錫祥、字は達雲、幼名を黄飛熊と名乗る。原籍は広東省広州府南海県（現・仏山市）西樵嶺西禄舟村。

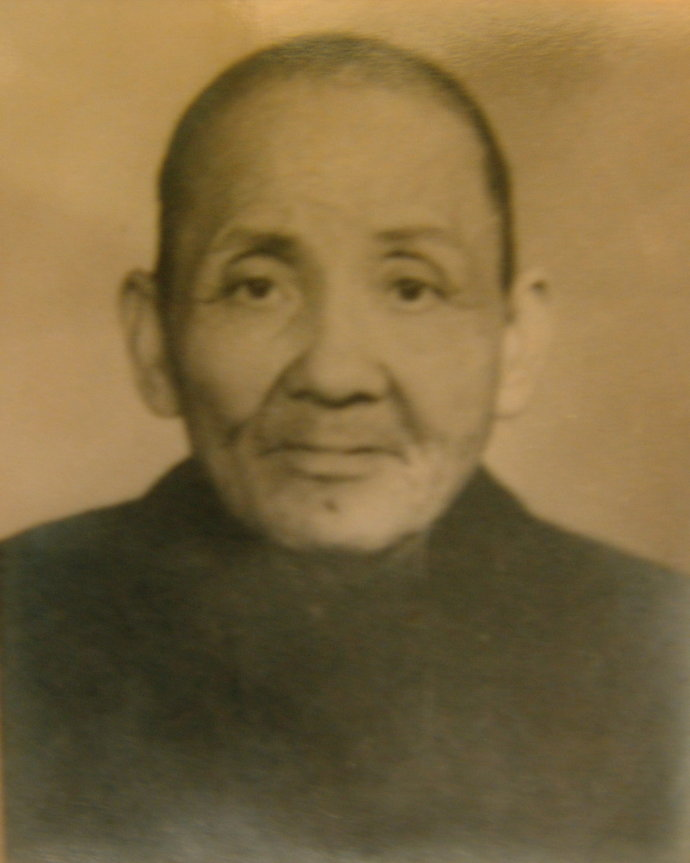
写真

## 概要
「広東十傑」の1人に称された武術家・黄麒英（ウォン・ケイイン）の息子で、父より南派少林拳の一派である「洪家拳（こうかけん）」を叩き込まれ、父と共に中国各地で演武および武者修行の流転旅を続ける少年期を送る。その技は13歳の時点で既に道場主に匹敵するほどの完成度であり、「少年英雄」と称された。
やがて父の死に伴い、父が経営していた漢方薬局兼拳法道場である「寶芝林」の跡目を継ぐ。欧米列強の進出に伴い荒れる時代を予測して農民たちに武道を教え、自警団を率い民間レベルで治安の混乱を防いだ。のちに官軍や警察などにも同様に洪家拳を教授し、動乱時代の国の治安維持に尽くした人物として現在も評価が高い。
仏山市の中心地区にある祖廟の隣接地に「佛山黄飛鴻紀念館」が作られ、家族の紹介や関連映画、粤劇、武侠小説に関する展示などが行われているほか、演武や獅子舞が披露されている。中国の武術家の中で、最も多く映像化されている《黄飛鴻》の彼は電影史上のヒーロー、中国近代史上では最大の武術家の一人。

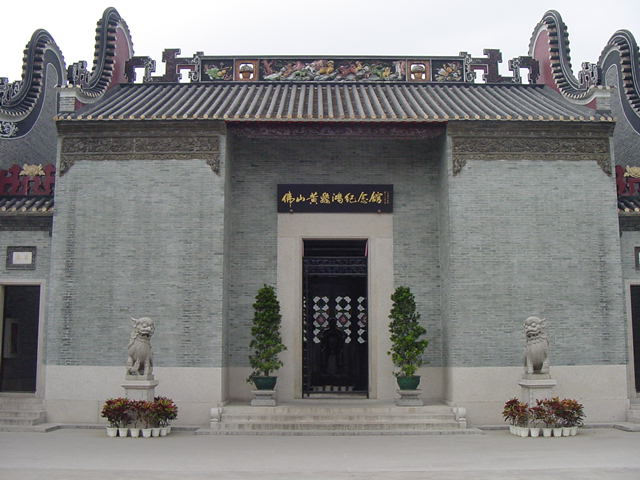
仏山黄飛鴻紀念館の入口

## 年譜および武歴
- 道光27年（1847年） 広東南海で生まれる[2]。
- 咸豊3年（1853年） 5歳で父の黄麒英から武術を習い始める。
- 咸豊9年（1859年） 父とともに佛山、広州、順徳など各地で武術を演じる。棍の達人を破り「少年英雄」の名を得る。
- 咸豊10年（1860年） 13歳頃、佛山豆豉巷で武術を演じているとき「広東十虎」鐵橋三の高弟・林福成の弟子となり、2年間学び鐵綫拳や飛鉈を習得する。
- 同治2年（1863年） 父、死亡。広州に移り住み「寶芝林」館主となって第七甫で労働者たちに武術を教え始める。この頃から見世物の武術を演じなくなった。
- 同治5年（1866年） 西樵官山で盗賊団に遭遇し、一人で数十人の盗賊団を撃退する。
- 同治6年（1867年） 西洋人が企画した「素手で猛犬を倒せたら賞金」の賭けに挑戦し「無影脚」で瞬殺、その名を轟かせる。
- 光緒14年（1888年）黒旗軍の劉永福に武術教官に招かれ、劉永福より「醫藝精通」の額を贈られる。
- 民国14年（1925年）広州城西方便医院で逝去。[1]

## 武技
黄飛鴻の代表的な（伝説的な）技として有名なのが「無影脚」である。これは正式な技の名称ではないが、その素早さは疾風の如く、地面に足の影さえ映る暇もないほどの素早い連続足技だったことから、この名で称された。もともと足技主体の北派少林拳の一種の燕青拳の技だったが、飛鴻は北派の武術家・宋輝堂と自分が伝承してきた洪家拳の技の1つ「鉄線拳」とこの足技を交換教授して会得し、以後は自分の代名詞となるほどに磨き上げていった。無影脚についての公式な試合記録は数点現存しているがいずれもその脅威の速度と破壊力に言及しており、足技においては「彼以前も以降もない」とされている。
彼の伝えた武技は虎拳（伏虎拳、工字伏虎拳）、鉄線拳、十毒手、梅花拳、梅花十字拳、夜虎出林、二龍争珠、三箭拳、五郎八卦棍、胡蝶子母刀、飛鉈など多岐にわたり、高級技法として五形拳（龍形・蛇形・虎形・豹形・鶴形と金行・木行・水行・火行・土行の陰陽五行を相克させた拳法）と十形拳（龍・蛇・虎・豹・鶴・獅・象・馬・猴・彪）を学ぶ。飛鴻は中でも「虎形拳」を大変得意とし武術仲間から「虎痴」とあだ名されるほど多用したと言われる。また父・黄麒英伝の五郎八卦棍や少林五虎の1人・鉄橋三（本名：梁坤）の弟子「林福成」から学んだ鉄線拳を練習すると、屋根瓦が震えるほどの剛強な呼吸法だったと言われる。
獅子舞の名手としても知られ、その技術の高さから「獅子王」という称号も持つ。

## フィクションでの扱い

### 映画世界一
飛鴻の没直後から、中国各地の新聞や雑誌などで黄飛鴻の伝記小説や武勇伝が盛んに連載されたことを機に一気に飛鴻の伝説は広まる。彼を題材とした映画は、第二次世界大戦後である民国38年（1949年）に制作された関徳興（クワン・タッヒン）主演の『黄飛鴻傳上集・鞭風滅燭』が最初である。以降おびただしい数の飛鴻映画が製作され、2007年現在までに香港で製作された飛鴻を描くカンフー映画は84本にのぼり、これは同一題材で製作された映画の数としては現在世界最多でギネスブックに掲載されている。彼を主人公にした作品で日本でも著名なものは、ジャッキー・チェン主演の『ドランクモンキー 酔拳』や、ジェット・リー主演の『ワンス・アポン・ア・タイム・イン・チャイナ』シリーズなどがある。

#### 黄飛鴻と香港映画の関係
飛鴻の弟子の1人であり彼の片腕とされた武術家・林世榮（ラム・サイウィン）の弟子、すなわち飛鴻の孫弟子にあたる劉湛（ラウ・ジャーン）の息子が劉家良（ラウ・カーリョン）である。飛鴻直系と言われる洪家拳を父から学んだ劉家良はその完成度の高さから「洪家宗師」と称されるが、もともと父が武術家としての傍らアクション映画に端役で出演していたことから映画関係にも明るく、やがてショウ・ブラザースを始め数多くの香港映画界でカンフー映画の武術指導を手がけ、自身も多くに出演するなどして香港カンフー映画の隆盛を支えた。なお前述の新聞等で連載された飛鴻の小説の作者・朱愚斎も、本来は林正榮の弟子の武術家である。

### その他
日本の作家東城太郎も、黄飛鴻を主人公とした活劇小説を3冊刊行している。また、梶研吾によるシャーロック・ホームズを主人公とした小説『バトル・ホームズ』シリーズの2巻にも、黄飛鴻が登場する。
台湾のゲームメーカーIGSが発売した対戦格闘ゲーム『形意拳』は黄飛鴻をモチーフとしているが、日本で発売されたバージョンでは全て架空の人物名に改変されている。